# Acoma
 Acoma (Sideroxylon foetidissimum) é a designação vulgarmente atribuída a uma árvore produtora de madeira originária das Antilhas.